# Журавки (Крым)
Жура́вки (до 1945 года Сеи́т-Эли́; укр. Журавки, крымскотат. Seyit Eli, Сейит Эли) — село в Кировском районе Республики Крым, центр Журавского сельского поселения (согласно административно-территориальному делению Украины — Журавского сельсовета Автономной Республики Крым).

## Население
| 2001 | 2014  |
| ---- | ----- |
| 3202 | ↘2666 |

Всеукраинская перепись 2001 года показала следующее распределение по носителям языка
| Язык             | Процент |
| ---------------- | ------- |
| русский          | 45.35   |
| крымскотатарский | 40.66   |
| украинский       | 10.09   |
| белорусский      | 1.47    |
| другие           | 0.06    |

### Динамика численности
| - 1805 год — 113 чел. - 1889 год — 37 чел. - 1892 год — 0 чел. - 1902 год — 206 чел. - 1915 год — 323 чел. - 1926 год — 547 чел. | - 1939 год — 1049 чел. - 1974 год — 2579 чел. - 1989 год — 2846 чел. - 2001 год — 3202 чел. - 2014 год — 2666 чел. |

## Современное состояние
На 2017 год в Журавках числится 15 улиц и 1 переулок; на 2009 год, по данным сельсовета, село занимало площадь 284 гектара на которой, в 1150 дворах, проживало более 3 тысяч человек.
На территории села действуют средняя общеобразовательная школа и детский сад № 5 «Журавушка», сельский Дом культуры постройки 1961 года, амбулатория общей практики семейной медицины, аптека № 147, отделение почты России, православная церковь «Веры, Надежды, Любови и матери их Софии» и, построенная на пожертвования жителей села, мечеть «Сеит-Эли джамиси». Журавки связаны автобусным сообщением с городами Крыма, райцентром и соседними населёнными пунктами.

## География
Журавки — большое село на юго-востоке района в степном Крыму, на левом берегу реки Чурюк-Су, высота центра села над уровнем моря — 78 м. Ближайшие сёла — практически примыкающие с юга Тутовка, Изобильное и Маковское и, примерно в 2,5 км на северо-восток — Новопокровка. Райцентр Кировское — примерно в 12 километрах (по шоссе), там же ближайшая железнодорожная станция — Кировская (на линии Джанкой — Феодосия). Транспортное сообщение осуществляется по региональным автодорогам 35К-017 Кировское — Первомайское и 35Н-576 от шоссе «граница с Украиной — Джанкой — Феодосия — Керчь» до Видного (по украинской классификации — Т-0113 и С-0-11419).

## История
Первое документальное упоминание села встречается в Камеральном Описании Крыма… 1784 года, судя по которому, в последний период Крымского ханства Сеит Эли входил в Колечский кадылык Кефинского каймаканства. После присоединения Крыма к России (8) 19 апреля 1783 года, (8) 19 февраля 1784 года, именным указом Екатерины II сенату, на территории бывшего Крымского Ханства была образована Таврическая область и деревня была приписана к Левкопольскому, а после ликвидации в 1787 году Левкопольского — к Феодосийскому уезду Таврической области. После Павловских реформ, с 1796 по 1802 год, входила в Акмечетский уезд Новороссийской губернии. По новому административному делению, после создания 8 (20) октября 1802 года Таврической губернии, Сеит-Эли был включён в состав Байрачской волости Феодосийского уезда.
По Ведомости о числе селений, названиях оных, в них дворов… состоящих в Феодосийском уезде от 14 октября 1805 года , в деревне Сиит-Эли числилось 13 дворов и 113 жителей крымских татар. На военно-топографической карте генерал-майора Мухина 1817 года деревня Сент ели обозначена с 35 дворами. После реформы волостного деления 1829 года Сеит Эли, согласно «Ведомости о казённых волостях Таврической губернии 1829 года», отнесли к Учкуйской волости (переименованной из Байрачской). На карте 1836 года в деревне 15 дворов. Затем, видимо, вследствие эмиграции крымских татар в Турцию, деревня опустела и, хотя на карте 1842 года Сеит-эли обозначен условным знаком «малая деревня», то есть, менее 5 дворов.
В 1860-х годах, после земской реформы Александра II, деревню приписали к Салынской волости, но, по видимому, жителей в селении уже не было, поскольку в «Списке населённых мест Таврической губернии по сведениям 1864 года», составленном по результатам VIII ревизии 1864 года, он уже не записан, как не обозначен и на трёхверстовой карте Шуберта 1865—1876 года. По обследованиям профессора А. Н. Козловского начала 1860-х годов, в селении «…имелась пресная вода в изобилии из горных родников и ручьёв».
Лишь в «Памятной книге Таврической губернии 1889 года», по результатам Х ревизии 1887 года, в Салынской волости записаны 2 деревни вместе — Асан-Бай и Сеит-Эли, в которых числилось 14 дворов и 37 жителей. На верстовой карте 1890 года в Сеид-Эли обозначено 9 дворов с русским населением.
После земской реформы 1890-х годов деревню приписали к Владиславской волости. На верстовой карте 1890 года в Сеид-Эли обозначено 9 дворов с русским населением. По «…Памятной книжке Таврической губернии на 1892 год» в деревне Сеит-Эли, не входившей ни в одно сельское общество, жителей и домохозяйств не числилось. На верстовой карте Крыма 1896 года в селении обозначен 9 дворов с русским населением. По «…Памятной книжке Таврической губернии на 1902 год» в деревне Сеит-Али, находившейся в частном владении, числилось 206 жителей, домохозяйств не имеющих. На 1914 год в селении действовало земское училище. По Статистическому справочнику Таврической губернии. Ч.II-я. Статистический очерк, выпуск пятый Феодосийский уезд, 1915 год, в деревне Сеит-Эли Владиславской волости Феодосийского уезда числилось 44 двора (43 двора с землёй, 1 — безземельный) с русским населением в количестве 323 человек приписных жителей, из которых 157 мужчин и 166 женщин. Жители владели 1500 десятинами удобной земли. В хозяйствах имелись 182 лошади, 188 волов, 89 коров и 259 голов овец, свиней, или коз.
После установления в Крыму Советской власти, по постановлению Крымревкома от 8 января 1921 года была упразднена волостная система и село вошло в состав вновь созданного Владиславовского района Феодосийского уезда, а в 1922 году уезды получили название округов. 11 октября 1923 года, согласно постановлению ВЦИК, в административное деление Крымской АССР были внесены изменения, в результате которых округа ликвидировались и Владиславовский район стал самостоятельной административной единицей. Декретом ВЦИК от 4 сентября 1924 года «Об упразднении некоторых районов Автономной Крымской С. С. Р.» Владиславовский район в октябре 1924 года был преобразован в Феодосийский и село включили в его состав. Согласно Списку населённых пунктов Крымской АССР по Всесоюзной переписи 17 декабря 1926 года, в селе Сеит-Эли, центре Сеит-Элинского сельсовета (в коем состоянии село пребывает всю дальнейшую историю) Феодосийского района, числилось 128 дворов, из них 122 крестьянских, население составляло 547 человек, из них 543 русских и 4 украинца, действовала русская школа I ступени (пятилетка). Постановлением ВЦИК «О реорганизации сети районов Крымской АССР» от 30 октября 1930 года из Феодосийского района был выделен (воссоздан) Старо-Крымский район (по другим сведениям 15 сентября 1931 года) и село включили в его состав, а, с образованием в 1935 году Кировского — в состав нового района. По данным всесоюзная перепись населения 1939 года в селе проживало 1049 человек.

В годы Великой Отечественной войны с врагом сражались 200 жителей Сеит-Эли, 37 из них награждены орденами и медалями, 95 человек погибли. В 1967 году в центре села в честь воинов — односельчан установлен памятный знак, на котором выбиты фамилии павших воинов. Постановлением Совета министров Республики Крым № 627 от 20 декабря 2016 года памятник отнесён к категории объектов культурно-исторического наследия России.

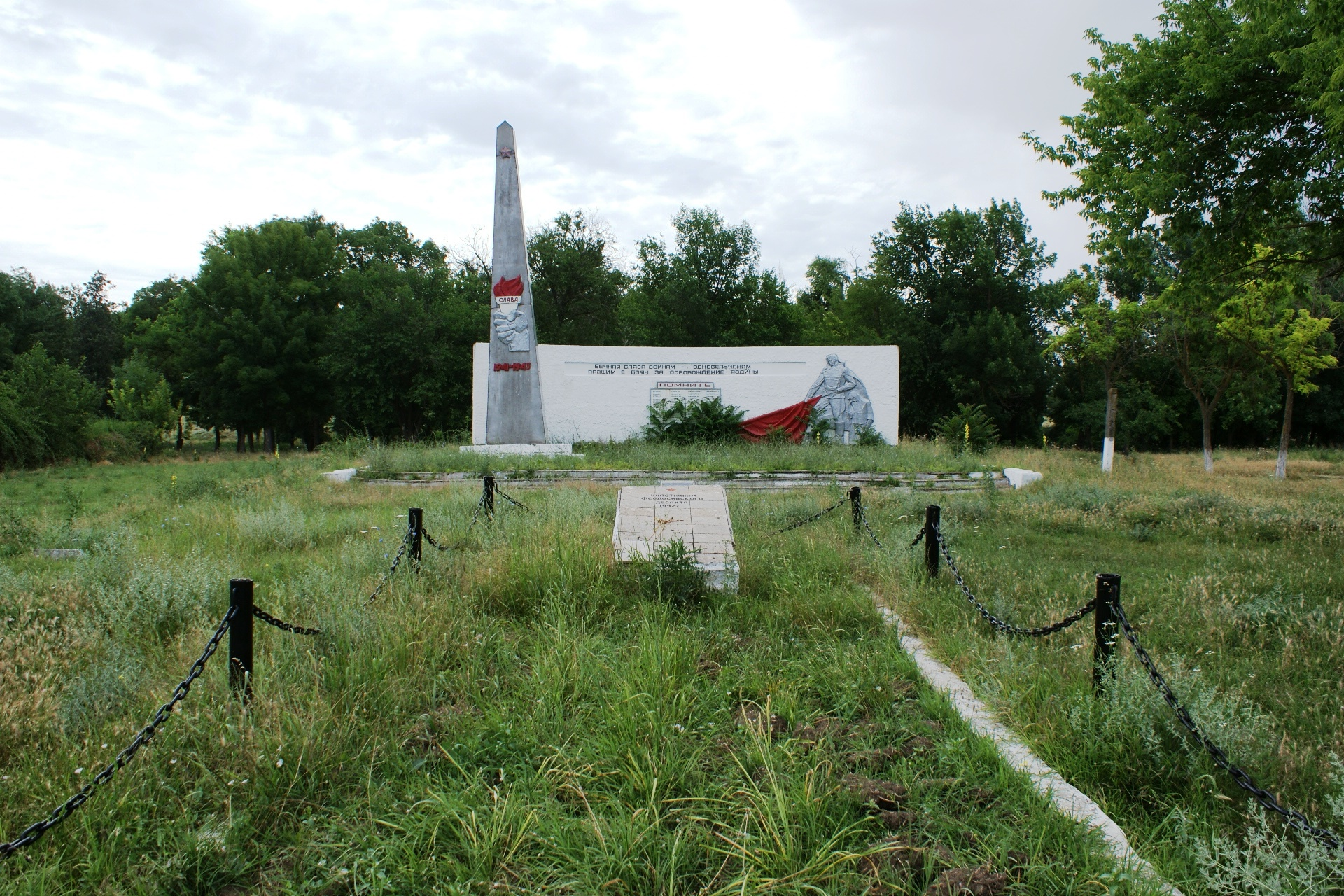
Памятный знак погибшим односельчам.

После освобождения Крыма от фашистов, 12 августа 1944 года было принято постановление № ГОКО-6372с «О переселении колхозников в районы Крыма» и в сентябре того же года в село приехали первые переселенцы, 428 семей, из Тамбовской области, а в начале 1950-х годов последовала вторая волна переселенцев. С 1954 года местами наиболее массового набора населения стали различные области Украины. Указом Президиума Верховного Совета РСФСР от 21 августа 1945 года Сеит-Эли был переименован в Журавки и Сеит-Элинский сельсовет — в Журавский. С 25 июня 1946 года Журавки в составе Крымской области РСФСР. Указом Президиума Верховного Совета РСФСР от 18 мая 1948 года, в состав Журавок включили Байрач. 26 апреля 1954 года Крымская область была передана из состава РСФСР в состав УССР.
Указом Президиума Верховного Совета УССР «Об укрупнении сельских районов Крымской области», от 30 декабря 1962 года Кировский район был упразднён и село присоединили к Нижнегорскому. 1 января 1965 года, указом Президиума ВС УССР «О внесении изменений в административное районирование УССР — по Крымской области», вновь включили в состав Кировского. На 1974 год в Журавках числилось 2579 жителей. По данным переписи 1989 года в селе проживало 2846 человек. С 12 февраля 1991 года село в восстановленной Крымской АССР, 26 февраля 1992 года переименованной в Автономную Республику Крым.
До 1996 года в селе была центральная усадьба колхоза «Красный Луч». В 1980-х годах в селе заасфальтированы улицы (частично), проложен водопровод (34 км), построено общежитие. В начале девяностых годов введена в строй АТС на 500 номеров. С 21 марта 2014 года в составе Крыма аннексировано Россией.